# Jazmyn Simon
Jazmyn Simon (San Francisco, 30 dicembre 1980) è un'attrice statunitense.
Autrice di libri per bambini, è nota per i suoi ruoli nelle serie televisive Ballers e Dion e nei film Psych: The Movie, Psych 2: Lassie Come Home e Psych 3: This Is Gus.

## Biografia

### Primi anni
Jazmyn Simon è nata a San Francisco e ha trascorso la sua prima infanzia nel nord della California. Quando iniziò le scuole medie, Simon si trasferì a Las Vegas, dove fu cresciuta dai nonni.
Durante il liceo, Simon è stata presa per apparire in un talk show radiofonico locale e alla fine è diventata un membro a tempo pieno dello spettacolo. Influenzata dalla sua esperienza radiofonica, Simon ha frequentato il college all'Università del Nevada per studiare produzione. Fu durante la sua esperienza universitaria che iniziò a dedicarsi alla recitazione.

### Carriera
Dopo la laurea in comunicazione, Simon si trasferì a Chicago. Ha lavorato come assistente alle vendite presso la HBO e come cameriera mentre perseguiva la carriera di attrice unendosi alla compagnia di improvvisazione The Second City e apparendo in spot pubblicitari.
Simon si è poi trasferita a Los Angeles per dedicarsi alla recitazione più seriamente. Ha descritto le difficoltà di diventare un'attrice professionista, affermando che le sono state rifiutate più di 200 audizioni prima di trovare un lavoro regolare. La grande occasione per Simon è arrivata quando è stata scelta per il ruolo di Julie Greene, una dottoressa e moglie di un giocatore della NFL recentemente in pensione, in Ballers. Durante la prima stagione era l'unica donna regolare della serie.
Dopo il suo ruolo in Ballers, Simon è apparsa come Selene in Psych: The Movie, Psych 2: Lassie Come Home e Psych 3: This Is Gus. Nel 2019 è stata scelta per il ruolo di Kat Neese nella serie Netflix Raising Dion, terminata nel 2022.
Simon è autrice di un libro per bambini nel 2022, intitolato Most Perfect You, ispirato dalle conversazioni con sua figlia, ed è coautrice di un altro libro per bambini Repeat After Me con suo marito.

## Vita privata
Simon ha sposato l'attore Dulé Hill nel 2018. Loro due si sono incontrati sul set di Ballers e sono apparsi insieme in diversi progetti, inclusi i film Psych, Locked Down e The Wonder Years. Ha una figlia da una precedente relazione, che Hill ha adottato. Nel 2019, Simon ha dato alla luce il loro figlio.

## Filmografia

### Cinema
- Acrimony, regia di Tyler Perry (2018)
- Locked Down, regia di Doug Liman (2021)

#### Televisione
- Parks and Recreation - serie TV, episodio 4x01 (2011)
- Welcome to the Family - serie TV, episodio 1x02 (2013)
- Hello Ladies - serie TV, episodio 1x08 (2013)
- Ballers - serie TV, 38 episodi (2015-2019)
- Psych: The Movie, regia di Steve Franks – film TV (2017)
- Mom - serie TV, episodio 5x16 (2018)
- The Resident - serie TV, episodio 1x05 (2018)
- Dion - serie TV, 15 episodi (2019-2022)
- Psych 2: Lassie Come Home, regia di Steve Franks (2020)
- Psych 3: This is Gus, regia di Steve Franks (2021)
- High Potential - serie TV, episodio 1x09 (2025)

## Doppiatrici italiane
Nelle versioni in italiano delle opere in cui ha recitato, Jazmyn Simon è stata doppiata da:
- Eleonora Reti in Dion
- Chiara Gioncardi in Locked Down
- Alessia Rubini in High Potential